# 아들리스빌
아들리스빌(Adliswil)은 스위스 취리히주의 호르겐구에 있는 도시이자, 자치체이다.
아들리스빌의 공식 언어는 (스위스 표준의 변종) 독일어이지만, 주요 구어 언어는 알레만계 스위스 독일어 방언의 현지 변종이다.

## 역사
아들리스빌은 1050년에 Adelenswile로 처음 언급되었다. 12세기 후반에는 Adololdiswile로, 1248년에는 Adeloswile로 언급되었다.
헬베티아 공화국 하에 부헨엑의 작은 마을은 슈탈리콘의 시정촌으로 옮겨졌다. 1893년에는 오버라임바흐와 수트(Sood)의 도시 구역이 아들리스빌에 추가되었다.

## 지리
아들리스빌의 면적은 7.8k㎡이다. 이 면적 중 23.4%가 농업용으로 사용되고, 32.1%가 산림이다. 나머지 토지 중 42.9%는 정착지(건물 또는 도로)이고 나머지(1.7%)는 불모지(강, 빙하 또는 산)이다. 1996년 주택과 건물이 전체 면적의 32.6%를 차지했고, 나머지는 교통 기반시설(10.4%)이 차지했다. 전체 비생산 지역 중 물(시냇물과 호수)이 면적의 1.7%를 차지했다. 2007년 현재 전체 시정촌 면적의 38.3%가 어떤 형태로든 건설되고 있다.
치머베르크 지역, 취리히시 남쪽의 질 계곡 내, 킬히베르크, 뤼슬리콘, 랑나우 암 알비스 지역 옆에 있으며 다른 한편으로는 아폴테른 지역과 관련된 슈탈리콘 지역에 있다.

## 인구통계

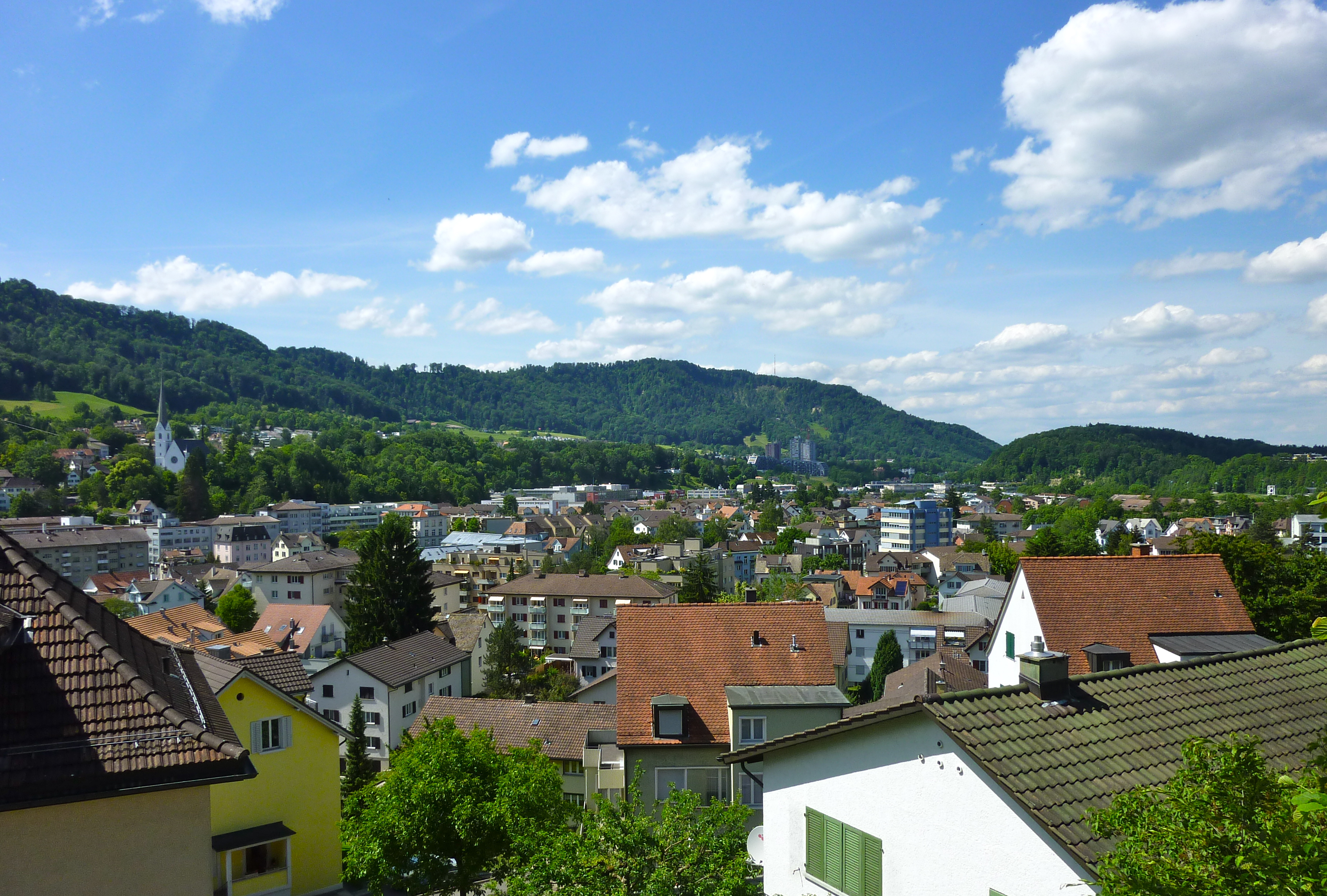
아들리스빌, 뒤로 위틀리베르크 능선

아들리스빌의 인구(2020년 12월 기준)는 19,049명이다. 2008년 전체 인구의 26.7%가 외국인이었다. 2008년 기준으로 인구의 성별 분포는 남성 49.6%, 여성 50.4%였다. 지난 10년 동안 인구는 4%의 비율로 증가했다. 2000년 기준, 대부분의 인구는 독일어(80.9%)를 사용하며, 이탈리아어가 두 번째로 많이 사용(4.9%)되고, 영어가 세 번째(2.5%)로 사용된다.
2007년 선거에서 가장 인기 있는 정당은 36.2%의 득표율을 기록한 SVP였다. 다음으로 가장 인기 있는 세 정당은 SPS (21.4%), FDP (13.4%), CVP (9.9%)였다.
인구의 연령분포(2000년 기준)는 어린이와 청소년(0~19세)이 전체 인구의 20.2%, 성인(20~64세)이 64.5%, 노인(64세 이상)이 15.4%를 차지한다. 아들리스빌에서는 인구의 약 75.5%(25-64세)가 비필수 고등교육 또는 추가 고등교육(대학 또는 응용학문대학)을 완료했다. 아들리스빌에는 7,573세대가 있다.
아들리스빌의 실업률은 2.72%이다. 2005년 기준으로 1차 경제 부문에 57명이 고용되어 있고, 이 부문에 약 9개 기업이 참여하고 있다. 832명이 2차 부문에 고용되어 있고, 이 부문에 118개의 기업이 있다. 4,049명이 3차 부문에 고용되어 있으며, 이 부문에 543개의 기업이 있다. 2007년 기준 노동인구의 55.6%가 상근직이고, 44.4%가 시간제이다.
역사적 인구는 다음 표에 나와 있다.
| 년도 | 인구     |
| ---- | -------- |
| 1401 | 18 가구a |
| 1634 | 315 b    |
| 1836 | 941      |
| 1900 | 4,714    |
| 1941 | 5,105    |
| 1950 | 6,240    |
| 2000 | 15,822   |

^a  18 아들리스빌, 오버라임바흐, 루퍼스 마을의 가구들
^b  315명의 거주민 중 156명은 마을이 아닌 흩어져 있는 개별적인 집에서 살았다.

## 종교

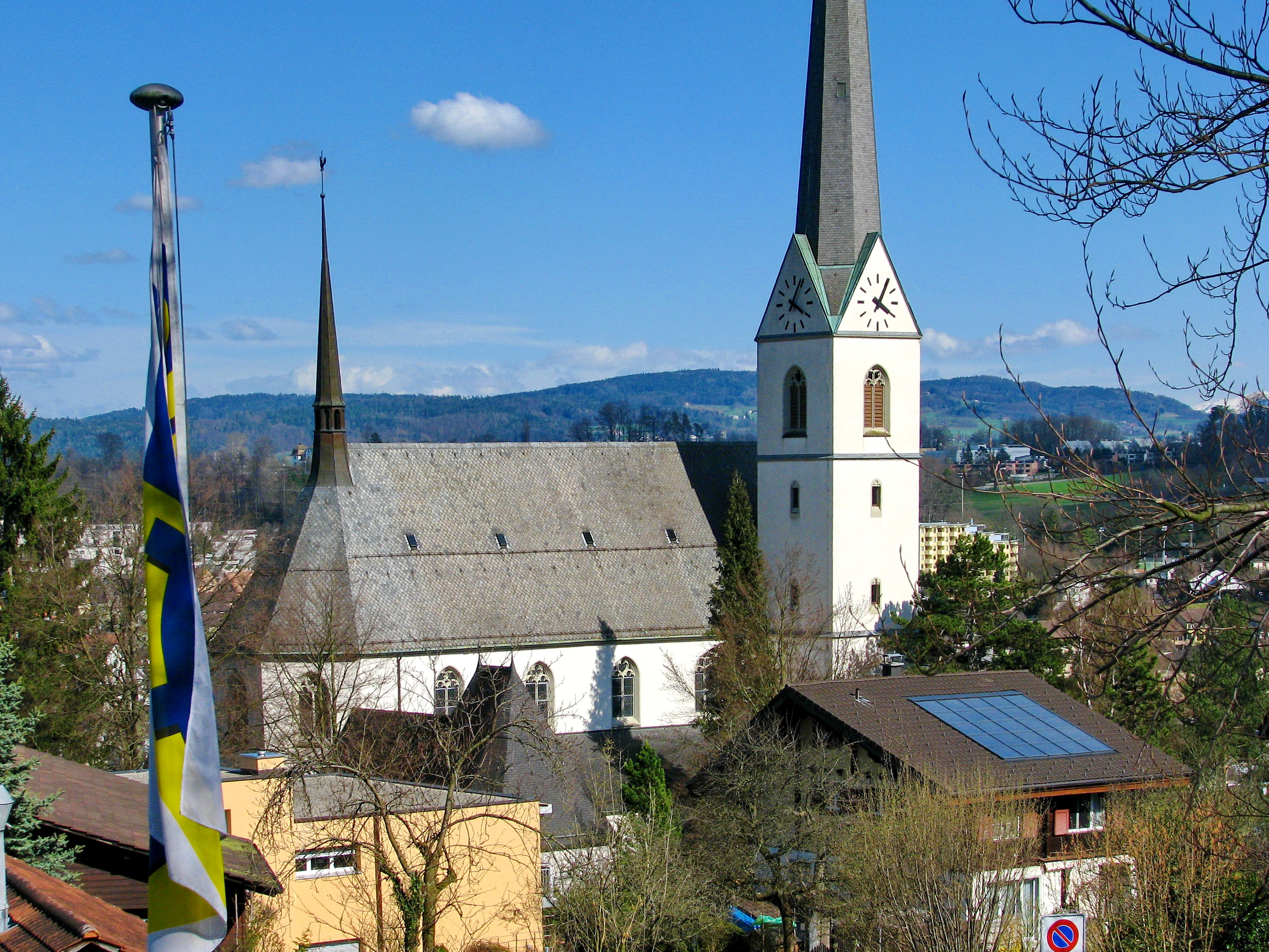
아들리스빌의 교회, 루프트자일반 아들리스빌-펠젠엑에서

2008년 현재 아들리스빌에는 5,275명의 가톨릭교도와 4,999명의 개신교인이 있다. 2000년 인구 조사에서 종교는 몇 가지 더 작은 범주로 분류되었다. 2000년 인구 조사에서 38.6%는 일종의 개신교였으며, 36.2%는 스위스 개혁 교회에, 2.4%는 다른 개신교 교회에 속했다. 인구의 35.5%가 가톨릭 신자였다. 나머지 인구 중 5%는 이슬람교도, 7.8%는 다른 종교(목록에 없음), 3.8%는 무교, 13.2%는 무신론자 또는 불가지론자였다. 힌두교 사원은 질 계곡에 위치해 있다.

## 교육
공립학교(초등학교와 중학교)는 코무네의 교육위원회에서 감독한다. 이사회는 선출된 9명의 위원으로 구성된다.
국제 커리큘럼을 갖춘 국제학교인 취리히 국제 학교 (ZIS)는 아들리스빌에 상위 학교(고교) 캠퍼스가 있다. 주로 외국어(영어)로 수업을 진행하는 사립 학교로서 ZIS는 주에서 의무 취학 연령까지 승인한다. 3세에서 18세 사이의 학생을 위한 전체 ZIS 프로그램은 국제 교육 위원회 의 인가를 받았으며 국제 학사 기구는 ZIS의 IB 디플로마를 인가했다.

## 교통
아들리스빌은 취리히주에서 마을 가장자리에 있는 펠젠엑과 마을을 연결하는 케이블카(펠젠엑반)가 있다는 것을 자랑스럽게 생각하는 유일한 도시이다. 아들리스빌역은 취리히 중앙역에서 차로 15분 거리에 있는 취리히 S-반의 S4 노선에 있는 정류장이다. 아들리스빌 시정촌에 위치한 소트-오버라임바흐(Sood-Oberleimbach)에도 중간역이 있다. 질탈 취리히 위틀리베르크 철도(SZU)에서 제공하는 치머베르크 버스 노선(치머베르크 버스)은 치머베르크 지역과 질 계곡 지역을 연결한다. ZVV 버스 노선 184 및 185는 취리히(Wollishofen)로 연결되며 ZVV 야간 버스 서비스는 취리히 시내 중심가로 연결된다.